# وسلی مورایس سوسا
وسلی مورایس سوسا (به پرتغالی: Weslley Morais Sousa) هافبک اهل برزیل است که در شهر Inhuma، پیاوی و در تاریخ ۷ ژوئن ۱۹۸۲ به دنیا آمده‌است.
وسلی مورایس سوسا در تیم‌های فوتبال Gama سابقهٔ حضور دارد.